# Извинявай, но искам да се оженим
„Извинявай, но искам да се оженим“ (на италиански: Scusa ma ti voglio sposare) е италианска романтична комедия от 2010 година. В главните роли са Раул Бова и Микела Куатрочоке. Това е продължението на филмът „Извинявай, но ще те наричам любов“

## Сюжет
Внимание:  Текстът по-долу разкрива сюжета на произведението (или части от него)!
„Извинявай, но ще те наричам любов“ е продължението на любовната история между тридесет и девет годишният Алекс, успешен маркетинг директор и Ники, която сега е на двадесет, случайна позната от уличен инцидент. Три години след като сме ги оставили на самотния фар, където те са си обещали вечна любов, Алекс разбира, че независимо от разликата във възрастта, Ники е жената, с която иска да сподели живота си. Отново виждаме и техните приятели, всеки с неговата собствена история, със собствените си занимания, всеки в конфликт със собственото си развитие и със собствени мечти и визия за бъдещето. Алекс прави предложение на Ники за брак, а тя – в началото щастлива – с наближаването на датата започва да изпитва все по-голям страх, че ще направи погрешна стъпка: а сватбата е поставена на карта.